# Emydoidea blandingii
Emydoidea blandingii o Emys blandingii es una especie de tortuga de la familia Emydidae de Estados Unidos y Canadá. Se encuentra en peligro de extinción a lo largo de gran parte de su distribución.

## Descripción
La tortuga Blandingii es una tortuga de tamaño mediano con un promedio de longitud de caparazón de 18 a 23 cm, con un máximo de 25,5 cm. Una característica distintiva de esta tortuga es el color amarillo brillante de la barbilla y de la garganta. El caparazón, o cubierta superior, es abovedado, pero ligeramente achatado a lo largo de la línea media, y es oblongo, visto desde arriba. El caparazón es moteado con numerosas manchas amarillas o de color claro o rayas sobre un fondo oscuro. El plastrón, o concha inferior, es de color amarillo con manchas oscuras dispuestas simétricamente. La cabeza y las patas son de color oscuro, y por lo general pintadas o con manchas amarillas. La tortuga Blandingii es también llamada la tortuga de semi-caja ("semi-box"), pues aunque el plastrón está articulado, los lóbulos plastrales no se cierran tan fuertemente como las tortugas de caja.

## Reproducción
Las tortugas Blandingii suelen necesitar 14-20 años para alcanzar la madurez sexual. El apareamiento se produce probablemente en abril y a principios de mayo, con el inicio de nidificación a principios de junio y que dura todo el mes. El tamaño de la nidada varía de región a región. En Nueva York, el tamaño de la nidada oscila desde 5 hasta 12 huevos, con un promedio de ocho.

## Comportamiento
La tortuga Blandingii pasa el invierno cerca del agua, en el barro o bajo la vegetación o residuos. Durante la temporada de anidación, una tortuga Blandingii hembra se puede encontrar a más de un kilómetro de donde se hibernado. Se trata de omnívoros, comen crustáceoss y otros invertebradoss, peces, ranas, cangrejos, carroña, bayas y restos vegetales. Es capaz de capturar peces vivos. La tortuga Blandingii puede vivir hasta los 80 años de edad.
La tortuga Blandingii es una tortuga tímida y puede sumergirse en el agua y permanecer en el fondo durante horas cuando está alarmada. Si se encuentra lejos del agua, la tortuga se cerrará dentro de su caparazón. Es muy suave y casi nunca intenta morder, es muy ágil y buena nadadora.

## Distribución y hábitat

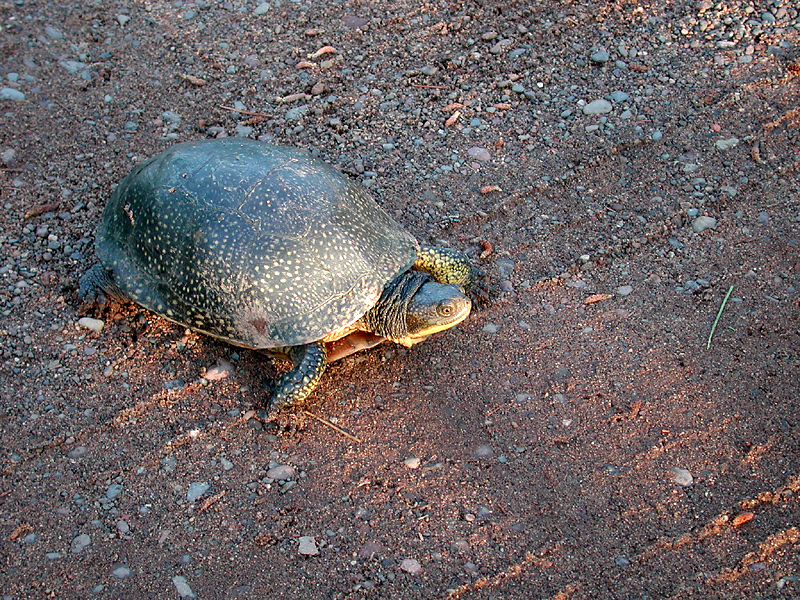

Esta especie tiene su centro de rango en los Grandes Lagos, y se extiende desde el centro de Nebraska y Minnesota hacia el este por el sur de Ontario y la orilla sur del lago Erie hacia el este hasta el norte de Nueva York, con unas poblaciones aisladas en el sureste de Nueva York, Nueva Inglaterra y Nueva Escocia. Investigaciones recientes en el norte de Nueva York sobre la gama de esta tortuga, sobre todo en las inmediaciones de las Thousand Islands, a lo largo del río San Lorenzo, indica que se encuentra en calas aisladas y bahías de malas hierbas, y más al interior en aguas poco profundas, pantanosas y lagunas. No suelen frecuentar en el canal principal de los ríos.

## Estado de conservación
La principal amenaza para las tortugas Blandingii es la fragmentación y destrucción del hábitat, así como la depredación de nidos por poblaciones anormalmente grandes de depredadores. Es una especie en peligro de extinción en la Lista Roja, en Nueva Escocia y en algunos estados de Estados Unidos. Los estados de EE. UU. en la que se considera en peligro de extinción son Indiana, Illinois, Maine, Nebraska, Massachusetts, Dakota del Sur y Misuri. Blandingii está también plenamente protegida en Míchigan como una especie de preocupación especial. En Canadá las tortugas Blandingii han sido catalogadas como amenazadas o en peligro de extinción en toda su extensión. Las poblaciones de los Grandes Lagos en Ontario y Quebec y la población de Nueva Escocia están en peligro de extinción.